# Bogorodsky (huyện của tỉnh Kirov)
Huyện Bogorodsky (tiếng Nga: ? райо́н) là một huyện hành chính tự quản (raion), của Tỉnh Kirov, Nga. Huyện có diện tích 1399 kilômét vuông. Trung tâm của huyện đóng ở Bogorodskoye.